# Molare
Molare (piemontesisch Morele, ligurisch Morere) ist eine Gemeinde in der italienischen Provinz Alessandria (AL), Region Piemont. 

## Lage und Einwohner
Die Gemeinde Molare liegt rund 40 Kilometer südlich von der Provinzhauptstadt Alessandria entfernt an der Orba. Das Gemeindegebiet umfasst eine Fläche von 32 km² und hat 2004 (Stand 31. Dezember 2023) Einwohner. Molare hat einen Bahnhof an der Bahnstrecke Asti–Genua.
Die Nachbargemeinden sind Cassinelle, Cremolino, Ovada, Ponzone, Rossiglione (GE) und Tiglieto (GE).

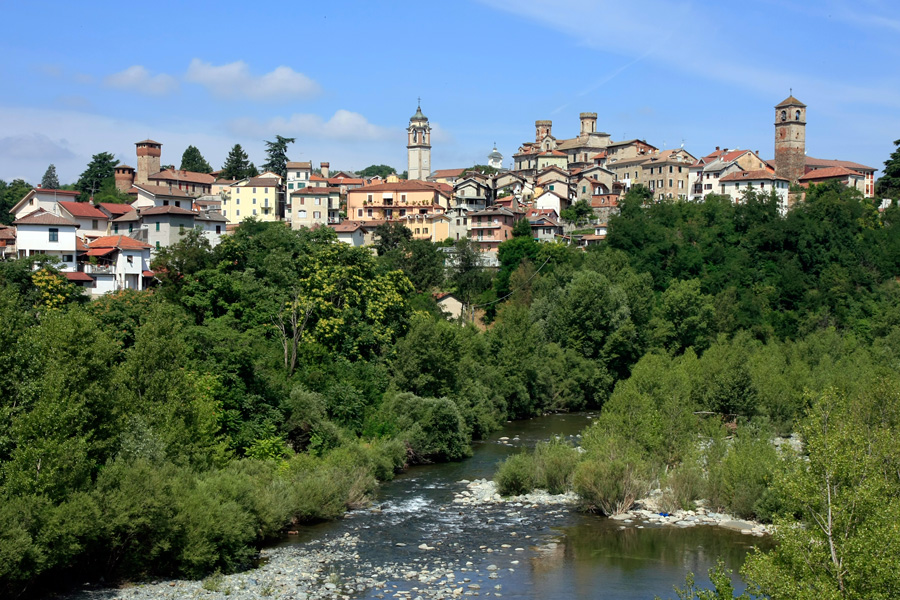
Panorama

## Geschichte

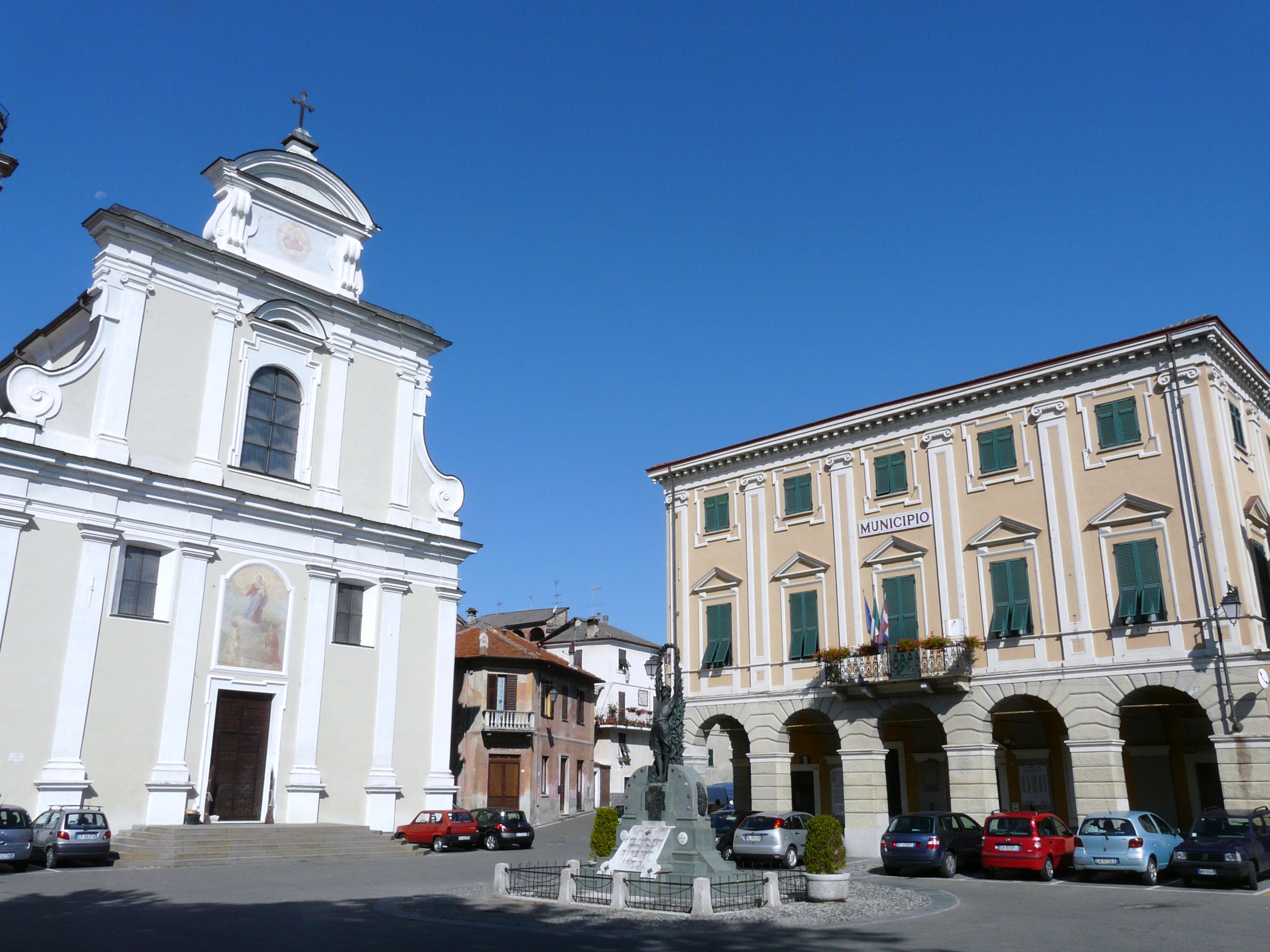
Piazza Guglielmo Marconi

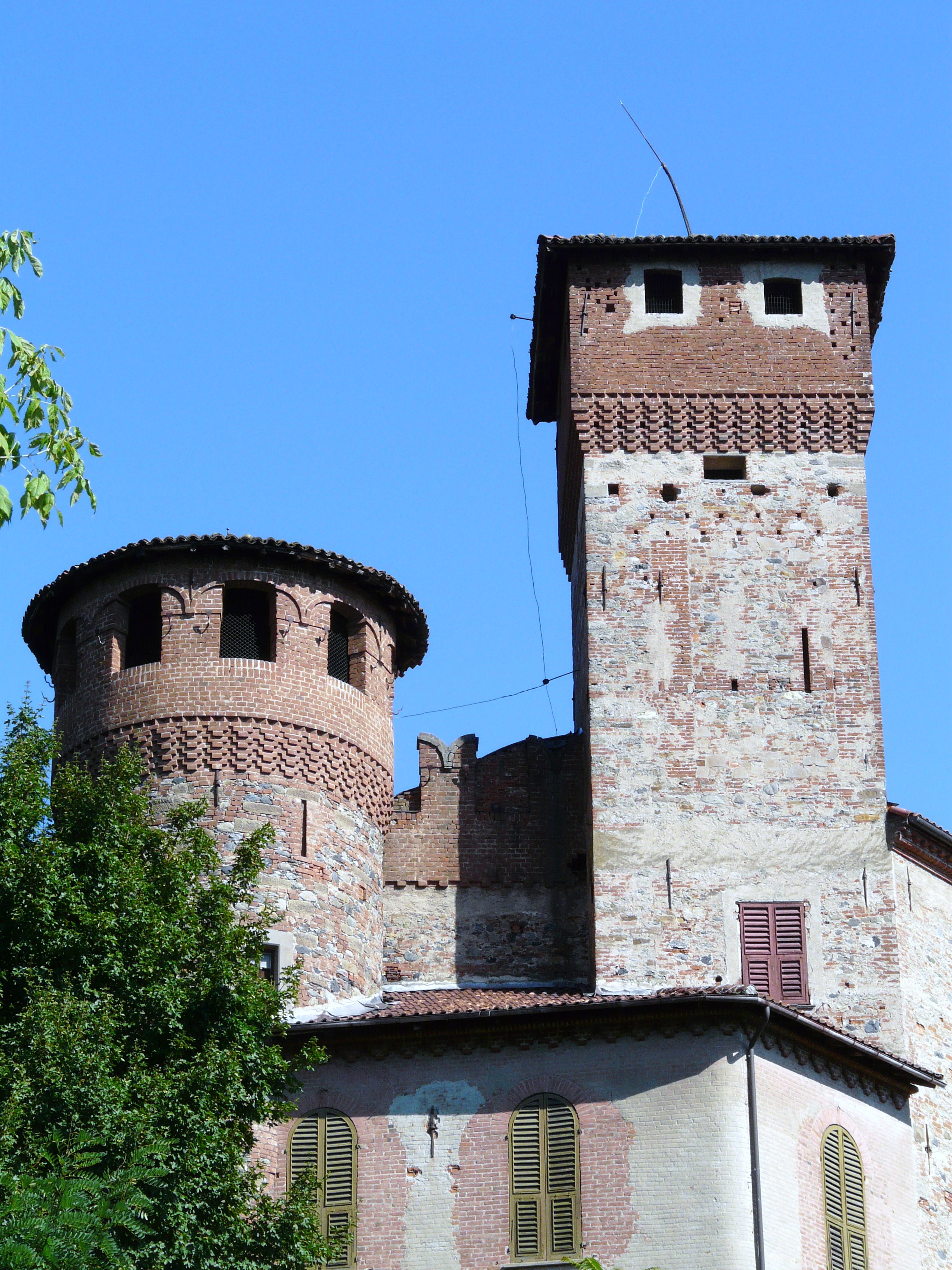
Schloss Chiabrera

Der Ortsname ist seit dem Mittelalter mit den Formen „Mollariis“ und „Molariarum“ belegt, die auf den spätlateinischen Eintrag MOLARIA zurückzuführen sind, der auf eine „besondere Art von Stein, der zum Schärfen verwendet wird“ hinweist. Es wurde in der Antike besiedelt, wie die zahlreichen Funde aus der klassischen Zeit belegen. 
Die ersten historischen Informationen stammen aus dem Jahr 991, dem Jahr, in dem Anselmo del Monferrato es zum Gegenstand einer Schenkungsurkunde machte. Im Jahr 1327 gab es eine eigene Satzung, die noch heute im Stadtarchiv aufbewahrt wird. Es wurde bald als Lehen an die Markgrafen von Bosco und dann an die Cremolino abgetreten, obwohl es gerichtlich von der genuesischen Republik abhängig war. Im Jahr 1467 ging es an Guglielmo del Monferrato und später an die Familie Gonzaga über. 
Im 18. Jahrhundert wurde es in die Herrschaft der Savoyer eingegliedert, die es den genuesischen Familien Grillo, Spinola und Gentile belehnten.
Am 13. August 1935 erfasste eine Flutwelle von der Staumauer Alla Sella Zerbino die Gemeinde Molare. Bei dieser Katastrophe kamen mehr als 100 Menschen ums Leben.

## Sehenswürdigkeiten
- Das von Alfredo D'Andrade restaurierte Schloss Chiabrera, in dem Gemälde von Moncalvo und Pellizza da Volpedo aufbewahrt werden.[4]
- Die Pfarrkirche Santa Maria Campale im romanischen Stil, in der zahlreiche Fresken und Gemälde religiöser Natur zu sehen sind.
- Die Villa Salvago Raggi mit Gemälden von Van Dyck und Reni aus dem (17. Jahrhundert) und einer Büste von Kardinal Raggi von Bernini.
- Das im 18. Jahrhundert erbaute Heiligtum der Heiligen Jungfrau, Sitz und Kloster der Passionistenpatres sowie Ziel zahlreicher Wallfahrten.

## Kulinarische Spezialitäten
In Molare werden Reben des Dolcetto für den Dolcetto d’Ovada, einen Rotwein mit DOC Status angebaut. Die Beeren der Rebsorten Spätburgunder und/oder Chardonnay dürfen zum Schaumwein Alta Langa verarbeitet werden. Barbera findet Eingang in den Rotwein Barbera del Monferrato.

## Persönlichkeit
- Giuseppe Salvago Raggi, (* 17. Mai 1866 in Genua; † 28. Februar 1946 in Molare) war ein italienischer Diplomat und Politiker.